# Max Casella
Max Casella (Washington D.C., 6 juni 1967), geboren als Max Deitch, is een Amerikaans acteur.

## Biografie
Casella werd geboren in Washington D.C., en groeide op in Cambridge (Massachusetts). Hij is van Italiaanse en Joodse afkomst.
Casella is getrouwd en heeft hieruit dochters, en woont met zijn gezin in New York.

## Filmografie

### Films
Uitgezonderd korte films.
- 2022 Allswell - als Tim
- 2021 The Tender Bar - als chief
- 2021 Scenes from an Empty Church - als Paul
- 2021 Tes Yeux Mourants/That Cold Dead Look in Your Eyes - als Andy
- 2020 Paper Spiders - als Gary
- 2020 The Rhythm Section - als Giler
- 2019 Late Night - als Burditt
- 2018 Night Comes On - als Mark
- 2017 Sea Oak - als Freddie
- 2017 Wonder Wheel - als Ryan
- 2016 Live by Night - als Digger Pescatore
- 2016 Jackie - als Jack Valenti
- 2015 Christmas Eve - als Randy
- 2015 Applesauce - als Les
- 2014 Wild Card - als Osgood
- 2014 A Midsummer Night's Dream - als Nick Bottom
- 2013 Trust, Greed, Bullets & Bourbon - als Tyler
- 2013 Fading Gigolo – als man aan de toonbank
- 2013 Oldboy – als Jake Preston
- 2013 The Last of Robin Hood – als Stanley Kubrick
- 2013 Blue Jasmine – als Eddie
- 2013 Inside Llewyn Davis – als Pappi Corsicato
- 2012 Killing Them Softly – als Barry Caprio
- 2011 Somewhere Tonight – als Fred
- 2011 Big Mommas: Like Father, Like Son – als Anthony Canetti
- 2008 Revolutionary Road – als Ed Small
- 2008 Leatherheads – als Mack Steiner
- 2008 Scaring the Fish – als Dennis
- 2006 Bristol Boys – als Donny
- 2005 The Notorious Bettie Page – als Howie
- 2000 The Little Mermaid II: Return to the Sea – als Tip (stem)
- 2000 Dinosaur – als Zini (stem)
- 2000 Behind the Seams – als Jeff
- 2000 King of the Open Mics – als Heckler
- 1999 Freak Talks About Sex – als vriend van Freak
- 1999 Analyze This – als Nicky Shivers
- 1997 Trial and Error – als Dr. Brown
- 1996 Sgt. Bilko – als Dino Paparelli
- 1995 Windrunner – als Denny LeBlanc
- 1994 Ed Wood – als Paul Marco
- 1993 New Year – als portier
- 1992 Newsies – als Higgins

### Televisieseries
Uitgezonderd eenmalige gastrollen.
- 2022-2024 Tulsa King - als Armand Truisi
- 2023 Kaleidoscope - als Taco - 2 afl.
- 2017-2022 The Marvelous Mrs. Maisel - als Michael Kessler - 5 afl.
- 2021 The Good Fight - als Danny Trumpet - 2 afl.
- 2018 Ray Donovan - als Emerson Lake - 6 afl.
- 2018 Shades of Blue - als kapitein Daniel Pines - 2 afl.
- 2017-2018 The Detour - als Joe Delicious - 13 afl.
- 2016 Vinyl - als Julie Silver - 10 afl.
- 2011 The Confession – als Eddie – 2 afl.
- 2010 Boardwalk Empire – als Leo D'Alessio – 7 afl.
- 2007 The Bronx Is Burning – als Dick Howser – 4 afl.
- 2001-2007 The Sopranos – als Benny Fazio – 29 afl.
- 1993-1994 Cro – als Cro – 20 afl.
- 1989-1993 Doogie Howser, M.D. – als Vinnie Delpino – 97 afl.

### Computerspellen
- 2012 PlayStation All Stars Battle Royale – als Daxter
- 2011 PlayStation Move Heroes – als Daxter
- 2009 Jack and Daxter: The Last Frontier – als Daxter
- 2009 Grand Theft Auto IV: The Ballad of Gay Tony – als medewerker Union
- 2006 Daxter – als Daxter
- 2005 Jak X: Combat Racing – als Daxter
- 2004 Jak 3 – als Daxter
- 2004 Min'na no gorufu 4 – als Daxter
- 2003 Jak II – als Daxter
- 2001 Jak and Daxter: The Precursor Legacy – als Daxter

## TheaterwerkBroadway
- 2000-2001 The Music Man – als Marcellus Washburn
- 1997-heden The Lion King – als Timon

- Bibliothèque nationale de France: cb15106084b (data)
- Gemeinsame Normdatei: 1238057004
- International Standard Name Identifier: 0000 0000 4087 4096
- Library of Congress Control Number: no97026523
- MusicBrainz: 4d375c26-7599-47ae-b69b-7569851232c7
- Nationale Bibliotheek van Israël: 987007356935105171
- Système universitaire de documentation: 178710229
- Virtual International Authority File: 36520805
- WorldCat: E39PBJhRJ3YrbDYDK7QQgRkVYP